# Capital financeiro
Capital financeiro pode ser entendido como o capital representado por títulos,  obrigações, certificados e outros papéis negociáveis e rapidamente conversíveis em dinheiro.
Uma vez que as necessidades de liquidez variam significativamente entre os agentes econômicos, há uma grande variedade de instrumentos, sob a forma de contratos, que combinam diferentes ativos e são comercializados nos mercados financeiros.

## Início dos estudos sobre o capital financeiro
Um dos primeiros teóricos a pensar sobre o capital financeiro foi John Hobson (1858-1940), que, em seu livro “A Evolução do Capitalismo Moderno” (1894), fala sobre as mudanças no capitalismo na segunda metade do ´século XIX.
Para Hobson, o capitalismo, que antes era pautado na livre concorrência, estava se tornando cada vez mais monopolizado. As empresas estavam ficando cada vez maiores, fazendo com que necessitassem cada vez mais de financiamento, por parte dos bancos, para continuarem seus investimentos e se tornarem mais competitivas.
Por causa dessa maior importância do financiamento, as empresas, que costumavam estar totalmente centradas na produção, precisaram de pessoas que gerenciassem essas relações bancárias, de modo que, com o passar do tempo, a parte financeira da empresa acabou se tornando mais importante que a própria unidade produtiva. Assim, quanto mais as empresas industriais cresciam e monopolizavam mercados, maior era a sua dependência da sua ala financeira da empresa e dos bancos. Dessa forma, Hobson percebe a formação de uma “classe financista”, uma parte superior da classe capitalista que, por controlar as operações bancárias essenciais para as grandes empresas, acaba tendo o controle dos rumos da empresa.
Além disso, para Hobson, o surgimento das sociedades de ações como regra geral da economia intensificava esse processo. Para ele, essas sociedades criavam o que ele chamou de “proletariado dos grandes capitalistas”, ou “capitalistas proletários”. O “capitalista proletário” seria o pequeno e médio investidor, que compra ações de uma empresa, mas que não participa do conselho, e, portanto, não tem controle sobre a utilização de seu dinheiro. Ou seja, o “capitalista proletário” aliena o uso de seu capital para que consiga auferir uma vantagem, da mesma forma que o trabalhador precisa alienar a sua força de trabalho para conseguir um salário. Dessa forma, esses capitais ficam sob controle da “classe financista”, que, juntando todos eles, ficam com uma soma enorme que permite o investimento onde é necessário, aumentando a sua importância dentro da empresa.
Assim, como quase toda a produção estava monopolizada, a “classe financista” chegou a um patamar que permitia a ela organizar a produção, aumentando ainda mais o grau de monopolização. Consequentemente, aumenta a quantidade de “capital proletário” acionário e a importância tanto dos bancos quanto da “classe financista”.
Hobson, entretanto, não pensa que a ascensão da classe financista significasse uma dominação dos bancos. Para ele, dependendo do tamanho da empresa industrial, os interesses dos bancos podem estar subjugando ou sendo subjugados. Por exemplo, a Standard Oil, nos Estados Unidos, tinha um monopólio e uma força econômica tão grandes que impossibilitava o controle, por parte dos bancos, de sua administração e organização. Dessa forma, é impossível determinar, de forma genérica, se são as indústrias que submetem os bancos ou o contrário.

## Desenvolvimento da teoria do capital financeiro
Apesar de ter sido estudado por Hobson, o termo “capital financeiro” surgiu com Rudolf Hilferding (1877-1941), que em seu livro “Das Finanzkapital”, ou “O Capital Financeiro” (1910), assim como Hobson, estuda a monopolização da economia o surgimento de uma “classe financista” no capitalismo do final do século XIX.
Hilferding concorda com Hobson sobre a formação de um capitalismo monopolista, no qual o capital financeiro adquire cada vez mais importância, surgindo, assim, um “capitalismo financeiro” em oposição ao “capitalismo industrial”, quando o capital industrial era o mais importante. Para Hilferding, o capital financeiro seria a união do capital bancário ou monetário com o capital industrial (estando incluído dentro deste o capital comercial). O capital bancário, em forma de dinheiro, compraria as ações das empresas industriais, tornando-se, assim, capital industrial. Esse capital bancário que se torna industrial, é, para Hilferding, o capital financeiro.
Ou seja, o capital financeiro é aquele capital que pertence aos bancos, mas que é utilizado pelos industriais. Dessa forma, ele percebe que os bancos, donos do capital financeiro, acabam sendo cada vez mais essenciais para as empresas industriais, e, o mais importante, se tornam os acionistas majoritários das empresas. Assim, salvo raras exceções, os bancos passam a ser os controladores dessas empresas monopolistas, decidindo os seus rumos e investimentos, e, como são acionários de grande parte (senão todas), reduzem ainda mais a competição entre elas.
Ele ainda afirma que os bancos têm mais uma vantagem sobre as empresas industriais, e que lhes permite a aquisição de parte das ações: o lucro do fundador. Quando uma empresa decide lançar suas ações no mercado, ela precisa do banco como intermediário (o fundador). Esse banco, pelo fato de ser um dos, senão o maior dos acionistas da empresa, tem conhecimento da taxa de lucro. Assim, quando o banco vende as ações, ou seja, cria capital financeiro, ele transforma parte do capital que rende lucros (da empresa) em capital que rende juros (as ações, que, apesar de não “renderem” juros especificamente, tem sua compra e venda condicionada pela taxa média de juros da economia).
Como a taxa de lucro não poderia se igualar à de juro por causa do risco, há uma diferença entre a quantidade de capital real da empresa e o capital fictício imaginado pelos compradores de ações, que calculam baseando-se na taxa de juros. Essa diferença de capital é o lucro do fundador, que vai para aquele que lança as ações (ou seja, o banco), e permite que este banco compre ainda mais ações, ampliando seu controle da empresa.

## O capital financeiro e o imperialismo
Tanto Hobson quanto Hilferding descreveram a interação do capital financeiro com o Estado. Hobson, por exemplo, disse que as empresas, pelo fato de serem monopolistas, corriam o risco de uma superprodução, e, por isso, precisariam expandir seus mercados. Para isso, a classe financista influenciaria o Estado, de modo a promover políticas imperialistas de conquista de colônias, tendo ele mesmo presenciado a Segunda Guerra dos Bôeres na África do Sul. Porém, Hobson afirmou que essas guerras não eram predominantes. O fato de que grande parte das pessoas, não importando a nacionalidade seria coproprietária das empresas monopolistas restringiria a capacidade de atuação dos financistas, e estes seriam levados a consolidar a paz, de modo que não houvesse possíveis empreitadas extremamente arriscadas que prejudicassem os investidores. Ou seja, mesmo que algum financista fomentasse uma guerra por interesse próprio, esse não era o padrão.
Já Hilferding tinha uma visão diferente. Para ele, o Estado é uma forma de dominação de classe. Ou seja, o capital financeiro se apoderaria do Estado, fazendo das políticas governamentais promotoras de seus interesses, assim como o capital industrial o havia feito na primeira metade do século XIX. Dessa forma, o desejo de obtenção de mais lucros por parte do capital financeiro levaria o Estado a uma competição com os outros Estados por territórios, como colônias, onde as mercadorias poderiam ser vendidas sob protecionismo. Além disso, seriam desejadas “esferas de influência. Nessas "esferas de influência" haveria Estados periféricos independentes, como na América Latina, que praticavam o protecionismo, ou seja, seria caro a exportação de mercadorias para lá. Porém, se houvesse uma exportação de capitais, de modo a produzir mercadorias dentro desses Estados, a produção seria muito lucrativa, já que estaria protegida, e compensaria os poucos lucros com a exportação de mercadorias.
Além disso, quanto maior fosse a capacidade de exportar capitais para um Estado periférico, maior seria a dependência desse Estado com o centro capitalista. Assim, o capital financeiro exigiria do Estado a expansão de mercados tanto para a exportação de mercadorias, que lucra com o protecionismo de seu próprio Estado, quanto para a exportação de capitais, que lucra com o protecionismo do Estado periférico. Com a necessidade constante de expandir os mercados, os Estados e seus respectivos capitais financeiros tenderiam a entrar em conflito, o que poderia gerar, no limite, uma guerra.
Essas considerações de Hobson e Hilferding sobre o capital financeiro e sua influência nas políticas imperialistas do final do século XIX e início do século XX influenciariam muitos escritores, principalmente marxistas, sendo um dos mais notáveis Vladimir Lênin (1870-1924), que, baseando-se nos escritos de ambos, fez uma síntese e ampliou os conhecimentos sobre o imperialismo em sua obra “Imperialismo: fase superior do capitalismo” (1917), confirmando a hipótese de Hilferding, e sua, sobre a guerra entre os capitais financeiros com o claro exemplo da Primeira Guerra Mundial.

## Financiamento da economia
Em termos simplificados, a lógica financeira consiste em 'fazer dinheiro a partir de dinheiro', sem necessariamente passar pela esfera da produção. O predomínio crescente dessa lógica, de caráter rentista - isto é, que não tem como finalidade a produção mas a remuneração do detentor de um ativo - na economia mundial, ocorre desde pelo menos o início dos anos 1980.
Entre 1980 e 2006, a riqueza financeira mundial (incluindo ações e debêntures, títulos de dívida privada e da pública e aplicações bancárias)  cresceu mais de 14 vezes, enquanto o PIB mundial cresceu menos de cinco vezes. Trata-se, portanto, de um capital fictício - ou seja, não vinculado à esfera produtiva -  e que efetivamente acabou por comandar a economia como um todo.

Desde 1971, o governo dos Estados Unidos, durante a administração de Richard Nixon, cancelou unilateralmente os acordos de Bretton Woods (1944), acabando com a conversibilidade do dólar americano em ouro, embora a moeda americana se mantivesse como meio de pagamento internacional geral e moeda hegemônica. De fato, o dólar americano continua sendo a moeda constitutiva de mais de 70% das reservas internacionais.
Quando dinheiro inconversível funciona como meio de pagamento internacional, abrem-se as portas para a chamada financeirização da economia, fenômeno potencialmente gerador de crises. Em um contexto de globalização econômica, essas crises rapidamente se tornam sistêmicas, sobretudo  quando atingem o coração do sistema, a exemplo da Crise do Subprime, deflagrada em 2007-2008.
Neste sentido, Keynes, em sua Teoria Geral do Emprego, do Juro e da Moeda, entendeu que, para "salvar o capitalismo de si mesmo", era preciso que o Estado o controlasse, e já apontava para a necessidade de regular os mercados - principalmente o mercado financeiro - e de controlar os fluxos financeiros internacionais.